# Derby
Derby es una autoridad unitaria situada junto al río Derwent, en el centro de Inglaterra (Reino Unido), la cual cuenta con 221.716 habitantes. En Derby se encuentra una de las estaciones de ferrocarriles más importantes de Inglaterra.
Derby es conocida por la fabricación de la Crown Derby, que es una porcelana de gran calidad, también elabora piezas para vehículos y aviones.
En los tiempos de Roma Antigua se construyó un puesto militar en este lugar, donde se ubicaba una colonia britona. Este municipio alcanzó una gran prosperidad con la llegada del ferrocarril a mediados del siglo XIX. En 1977 Derby fue declarada ciudad.
La ciudad da nombre, normalmente en fútbol, al enfrentamientos de dos equipos de la misma ciudad y también a una importante carrera de caballos.

## Deportes
El club de fútbol local, Derby County FC, compite en la segunda categoría del fútbol inglés, la EFL Championship. Sus partidos de local los disputa en el Pride Park Stadium cuyo aforo supera los 33.500 espectadores.

## Ciudades hermanas
- Osnabrück, Alemania
- Kapurthala, India
- Toyota, Japón